# Jean-Luc Névache
Jean-Luc Névache, né le 17 octobre 1959 à Grenoble, est un haut-fonctionnaire, président de la Commission d'accès aux documents administratifs (CADA) de 2020 à 2022.

## Biographie
Jean-Luc Névache fait ses études à l’Université Pierre-Mendès-France - Grenoble, où il obtient une maîtrise de droit public. Il est également diplômé de l’Institut d'études politiques de Grenoble.
Attaché administratif au secrétariat d'État chargé des Départements et Territoires d'Outre-Mer de 1984 à 1986, il est chargé de mission sur l'outre mer au cabinet de Laurent Fabius, Premier ministre. De 1986 à 1988, il est chargé de mission-adjoint au Secrétariat général du gouvernement.
Admis au concours pour le recrutement exceptionnel de sous-préfets en 1988, il devient directeur de cabinet du préfet de la région Corse puis Directeur de cabinet du préfet de Saône-et-Loire en 1990.
De 1992 à 1993, il est conseiller technique pour la Corse et le pays Basque au cabinet de Paul Quilès, ministre de l’Intérieur, avant d'être nommé  Secrétaire général de la préfecture des Ardennes.
De 1996 à 1997, il est chargé du pôle social à la délégation aux restructurations du ministère de la Défense puis, en 1997, conseiller pour les affaires sociales et domaniales au cabinet d'Alain Richard, ministre de la Défense.
De 1999 à 2001, il est directeur de l'Agence régionale de l'hospitalisation de la Guadeloupe puis Secrétaire général de la préfecture du Var en 2002, Sous-directeur des affaires immobilières du ministère de l'intérieur en 2005 et Secrétaire général de la préfecture du Val-de-Marne en 2007.
Il est nommé préfet de la Haute-Corse le 11 juin 2009. puis Délégué interministériel à la sécurité routière en 2011.
En mai 2012, il est nommé directeur de cabinet de Marisol Touraine, ministre de la Santé et des Affaires sociales, Il quitte cette fonction en décembre 2012.
De 2013 à 2015, il est préfet du Val-d'Oise,.
Le 28 janvier 2015, il est nommé Coordonnateur national de la réforme des services déconcentrés de l’État auprès du Secrétaire Général du Gouvernement.
Le 8 décembre 2016, il est nommé directeur de cabinet de Bruno Le Roux, ministre de l'Intérieur, et conservé à cette fonction par son successeur Matthias Fekl.
Le 3 août 2020, il est nommé président de la Commission d'accès aux documents administratifs (CADA). Il est remplacé en 2022 par Bruno Lasserre.

## Récompenses et distinctions

### Décorations
- Officier de la Légion d'honneur Il est fait chevalier le 13 juillet 2005[7], puis est promu officier le 11 juillet 2014[8].
- Chevalier de l'ordre national du Mérite Il est fait chevalier le 15 mai 2000[9].
- Chevalier de l'ordre du Mérite agricole